# Museo del palacio nacional de Corea
El museo palacio antiguo de Corea (en coreano: 국립고궁박물관) es un museo nacional de Corea del Sur ubicado en el Palacio Gyeongbokgung en Seúl.

## Historia
Se estableció bajo el nombre "Museo imperial coreano" en septiembre de 1908 y estaba ubicado en el palacio de Changgyeonggung. El museo se abrió al público en un año. Sin embargo, el gobierno japonés durante la Ocupación japonesa de Corea degradó el nombre original a Museo de Dinastía Yi.
En marzo de 1946, después de la restauración de la península coreana, su nombre se cambió por "El museo Deoksugung" (en Hangul:덕수궁박물관). En 1991, el departamento de administración de los bienes culturales decidió trasladar el Hall de piedra (석조전) de Deoksugung y finalmente en 2005, el museo se mudó totalmente a los edificios modernos en el palacio Gyeongbokgung.

## Colección
El museo palacio antiguo de Corea exhibe sobre 40,000 tesoros reales y otro tipos de reliquias de Joseon y del Imperio de Corea, de los cuales 14 son los tesoros nacionales en Corea del Sur. Expone recuerdos, diseños de arquitecturas, los vestigios de la familia real, las pinturas y la música del reinado. Entre estos, está la impresión real de Gojong de Corea que usó en sus cartas al Zar de Rusia y al emperador italiano en 1903. Aunque la impresión desapareció durante la ocupación, fue devuelta a Corea por un coleccionista en los Estados Unidos en 2009.

### Exhibición permanente
- La impresión y recuerdos de la familia real
- El protocolo de la nación
- Las ciencias de Joseon
- La arquitectura de palacio
- La vida de la familia real
- Educación y crianza de príncipes y princesas
- El estudio de la familia real
- El imperio coreano
- La cámara de pinturas
- La cámara de música
- La cámara del palanquín
- Reloj de agua durante Joseon

### Colección especial
Posee más o menos 1,200 textos y recuerdos de la historia coreana incluso 150 copias de Uigwe de Joseon que se dice que fueron llevadas a Japón durante la colonia japonesa  en 1922 bajo control de Itō Hirobumi. Se devolvió a Corea del Sur en diciembre de 2011 y la exhibición especial se abrió en el museo. Los textos describían rituales de la familia real durante los reinados imperiales de Gojong y Sunjong, antes de que Japón anexionara Corea.